# Angol–zulu háború
Az angol–zulu háború 1879 elején robbant ki Dél-Afrikában és mintegy fél éven keresztül tartott. Egy volt az angolok gyarmati háborúi között, amelynek során a zulu törzsszövetség ellen harcoltak.

## Az előzmények
A 19. század első harmadára Dél-Afrikában az európai behatolás arra késztette a zulu törzsfőket, hogy egyesítsék törzseiket: így Dél-Afrika keleti, tengerparti részén létrejött az erőskezű Saka Zulu király (1816–1828) vezetésével a viszonylag erős és egységes Zulu Királyság (nagyjából a mai KwaZulu-Natal tartomány helyén). Akkoriban Dél-Afrika középső és keleti részén nagyrészt a Fokföldről elvándorolt búrok két állama (Oranje és Transvaal), valamint Natal brit kolónia és különböző fekete törzsszövetségek (Szváziföld, Basutoföld (a mai Lesotho), Kafferföld, Zuluföld) területei helyezkedtek el. A 19. század második felében azonban aranyat és gyémántot találtak a fentebb említett területeken, így az angol imperializmus szemet vetett Dél-Afrika ezen területeire: Fokföldhöz csatolva gyarmattá kívánták szervezni őket, mint a Brit Birodalom részeit.

## Az első brit támadás
A dél-afrikai brit főmegbízott, Sir Henry Bartle Frere úgy látta, hogy a dél-afrikai brit terjeszkedés egyik gátja a Zulu Királyság. 1878 decemberében a főmegbízott nézeteltérést provokált Cetshwayo kaMpande zulu királlyal abban a hitben, hogy ha háborúra kerül sor, a dárdás-pajzsos zulu hadsereg hamar összeomlik és a háború angol győzelemmel fejeződik be, mielőtt újsághír lesz belőle Londonban. A háború nem is sokat váratott magára: 1879 januárjában három brit hadosztály indult el Zuluföld meghódítására, Lord Chelmsford altábornagy irányítása alatt. Azonban az események alakulása nem várt fordulatot vett.

## A háború holtpontra jut
A középső hadosztály, amelyet Lord Chelmsford személyesen vezetett, január 22-én az Isandlwana-hegynél több mint 20 000 zulu harcossal találta szembe magát és a csatában megsemmisült szinte a teljes brit csapat. Az angolok gyarmati háborúi között ez a vereség volt a legsúlyosabb: több mint 1300 katona lelte halálát a csatában és mindössze 55-en élték túl (Chelmsfordot és kíséretét leszámítva – az altábornagy a csata idején nem tartózkodott a hadosztályánál). A vereség oka Lord Chelmsford és a legfelsőbb vezetés rengeteg szarvashibája volt. Az angol hadsereg a hadjáratot rossz időpontban kezdte meg, mert ekkor állt be az esős évszak, ami jelentősen lassította a nagy málhával útnak induló csapatokat (10 nap alatt összesen 16 km-t tudtak csak megtenni!). A zuluk ezzel szemben könnyebb fegyvereik révén igen gyorsan tudtak mozogni, egy nap alatt átlagosan 80 km megtételére voltak képesek, ezért hamar össze tudtak gyűlni és koncentrált támadást indíthattak a britek ellen. Lord Chelmsford még a csata helyszínét is rosszul választotta ki, bár lényegesen nem törődött számára előnyös pozíció elfoglalásával. Dölyfös magatartásával mélységesen alábecsülte a zulukat, akikről azt gondolta, hogy az angol lőfegyverek és ágyúk dörgő zajától megfutnak majd. Ezzel a szemben a zuluk tisztában voltak ellenfeleik haditechnikai fejlettségével és nem tántorította el őket pusztán azok nagy hangja.
Azzal, hogy Lord Chelmsford a Isandlwana-hegy alatti völgyben vette fel az állásait tálcán kínálta a lehetőséget a zuluknak, hogy koncentrált támadást indítva hatalmas túlerejüket érvényesítsék. Az angol gyalogság nem volt képes sortüzeivel megfékezni a zulu rohamot, hasonlóan a kislétszámú ütegek sem tudtak kellő erejű ágyúzást kifejteni. A kezdeményezés így hamar a zuluk kezébe került, csak elsöpörték az angolokat a csatamezőről.
Az isandlwanai események hatására még aznap este zulu tartalékok megtámadtak egy brit őrállomást a határon (Rorke’s Drift). A Rorke’s Drift-i csatában a 145 brit katona csak tízórás kemény harcban tudta visszaverni a zulukat – akik már az Isandlwanánál zsákmányolt fegyverekkel harcoltak.
A tengerpart felőli jobb szárny Charles Pearson ezredes vezetésével felszámolta a zulu ellenállást a Nyezane folyónál, még mielőtt továbbnyomulva elfoglalták volna elhagyott állomáshelyüket Eshowéban. A hegyek között haladó Sir Evelyn Wood ezredes vezette bal szárny viszont kemény harcokba bonyolódott. A középső hadosztály megsemmisülése azonban sebezhetővé tette két szárnyat: a zuluk elvágták az utánpótlástól a jobb szárnyat, amely 9 hétre beszorult Eshowéba. Egyedül a bal szárny tudott hadműveleteket folytatni. Az isandlwanai siker ellenére a zulu hadsereg meggyengült, és képtelen volt ellentámadásra a brit Natal ellen.

## A második brit támadás
A patthelyzetben Lord Chelmsford újraszervezte erőit. Csapatok érkeztek Dél-Afrikába a Birodalom minden részéből. Március végén a kifulladni látszó háború új szakaszába lépett. Lord Chelmsford elindított egy új hadosztályt Eshowe felmentésére, a bal szárny parancsnokát, Wood ezredest pedig megtévesztő hadműveletre utasította. A bal szárny március 28-án megtámadta Hlobane zulu erősséget a hegyekben, de a zulu fősereg váratlan érkezésén meglepődve visszavonult (hlobanei csata). Másnap a zuluk megtámadták Wood táborát, és a kambulai csatában az angoloknak csak több órás kemény harcban sikerült megfutamítaniuk a támadókat. Ezalatt Lord Chelmsford Zuluföldön át Eshowe felé vonult.
Április 2-án Chelmsford hadosztálya a gingindlovui csatában áttörte az Eshowe köré vont zulu blokádot, ezzel felmentette az oda beszorult jobb szárnyat. A néhány napon belül elszenvedett két vereség demoralizálta a zulukat. Lord Chelmsford újjászervezte erőit, és május végén inváziót indított Zuluföld ellen.
E támadás során egy kisebb csetepatéjában esett el június 1-jén a fiatal Louis Napoléon herceg, III. Napóleon száműzött francia császár egyetlen fia, az 1870-ben megszűnt Második Francia Császárság trónörököse, aki nem hivatalos minőségben, tiszti rangban szolgált a brit gyarmati hadseregben. Kíséretére felderítés közben ütöttek rá zulu harcosok, akik lándzsadöfésekkel megölték a 23 éves „császári herceget” (prince impérial) és két másik brit katonát.

## A háború vége

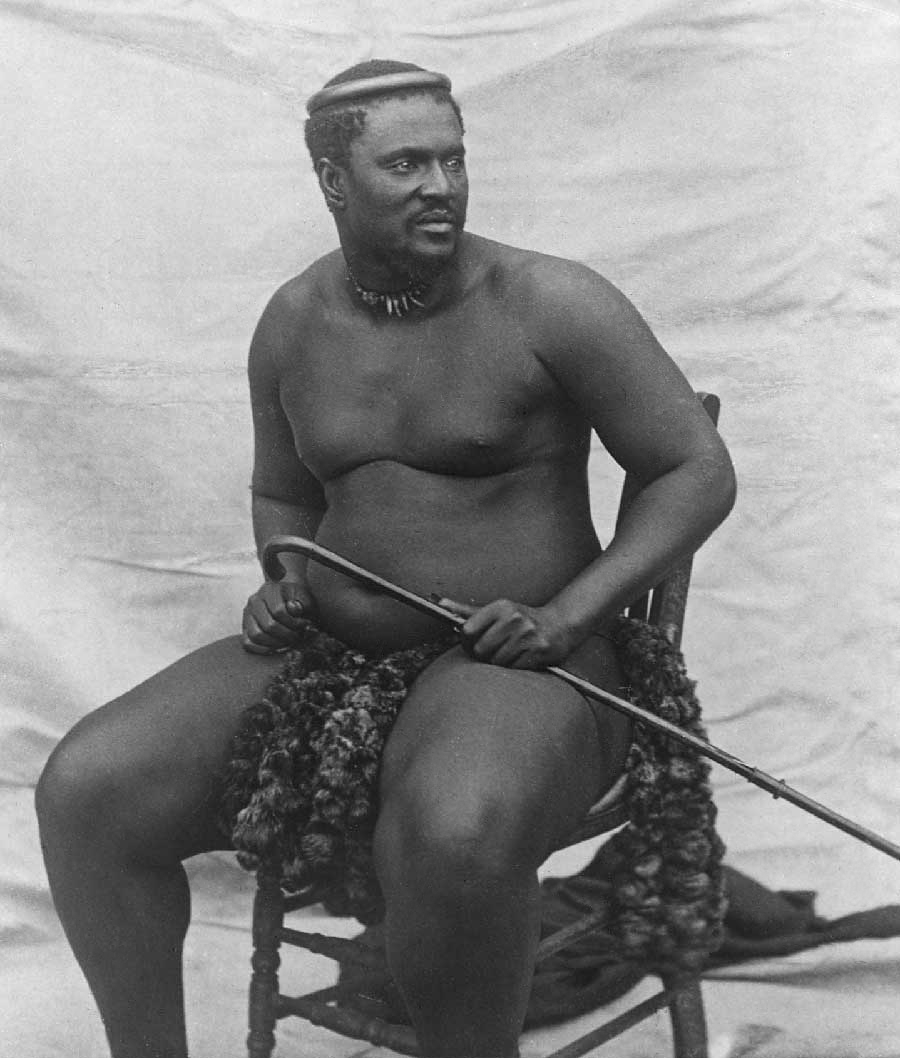
Cetshwayo kaMpande zulu király (1872–1884) egy 1875 körül készült felvételen.

A brit csapatok folytatták előrenyomulásukat a zulu főváros, Ulundi felé, amelyet június végén el is értek. Július 4-én Lord Chelmsford a háború utolsó nagy csatájában legyőzte a zulu hadsereget. Ulundit felégették, Cetshwayo király elmenekült. Lord Chelmsford a győzelem után lemondott, de a briteknek még eltartott néhány hétig, míg felszámolják az elszigetelt zulu egységek ellenállását. Cetshwayo királyt végül elfogták, és Fokvárosba száműzték. A britek felosztották országát 13 angolbarát főnök között, az évszázados „Oszd meg és uralkodj!” elv jegyében. Ez több éven át tartó polgárháborúba sodorta az országot.
Röviddel Zuluföld meghódítása után a brit imperializmus a búr telepesek ellen fordult. A búroknak azonban az  első búr háborúban (1880–1881) még sikerült megőrizni függetlenségüket. Ezzel 20 év haladékot kaptak: Transvaalt és Oranje Szabadállamot csak a második, sokkal kegyetlenebb második búr háború (1899–1902) után tagolták be a Brit Birodalomba.

## Az isandlwanai csata körülményei
Az isandlwanai vereség sokként érte a viktoriánus közvéleményt: nem tudták elképzelni, hogyan győzhették le a Brit Birodalom korszerű fegyverekkel felszerelt katonáit a pajzsos-dárdás „primitív” feketék, akikben akkoriban többen csupán az ember és a majmok közötti hiányzó láncszemet vélték felfedezni...
Az európai (ipari) hatalmak gyarmati háborúiban nem voltak ritkák az ilyen vereségek: elég, ha George Armstrong Custer amerikai tábornok 1876-os Little Bighorn-i csatájára gondolunk. Azonban a bennszülött népek csak egyes csatákat tudtak megnyerni, teljes háborúkat sohasem. Ebből kitűnik, hogy az ipari államok alkalmankénti katonai vereségei, amelyeket bennszülött (törzsi társadalmakban élő) népek mértek rájuk, általában a fehér hadvezetés hibás katonai döntésének következményei voltak, amelyek legtöbbször az ellenfél képességeinek lebecsüléséből, ill. a saját képességek túlértékeléséből eredtek.
A géppuskák megjelenése és elterjedése az ipari országok hadseregeiben 19. század végétől viszont már „megfelelően tudta ellensúlyozni” egy (vagy több), akár katasztrofális katonai döntés következményeit is.

### Brit részről

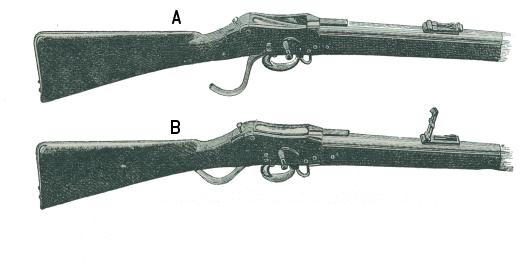
Martini-Henry ismétlőpuska. „A” helyzet: töltésre kész; „B” helyzet: töltve, tüzelésre kész.

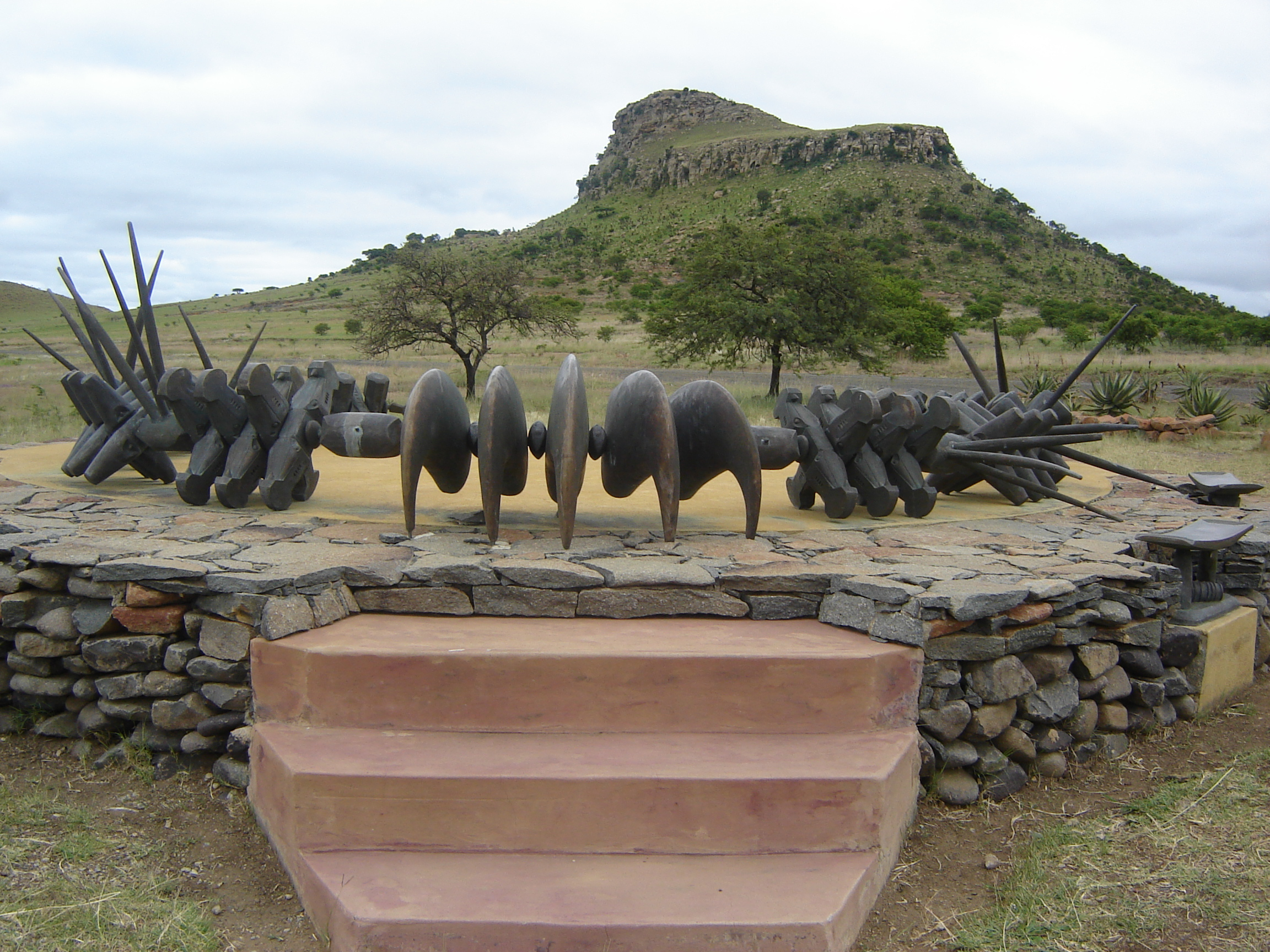
Az isandlwanai csatában elesett zulu harcosok emlékműve. Háttérben az Isandlwana-hegy.

Szakemberek azóta rekonstruálták a csata körülményeit. A zulu harcosok pajzzsal, dárdával és bunkóval voltak „felszerelve”, a brit katonák pedig korszerű Martini-Henry ismétlőpuskákkal, amelyekkel percenként kb. 10-12 lövést lehetett leadni. Bár a zuluk több mint tízszer annyian voltak, mint az angolok, de az angolok még győzhettek volna ilyen helyzetben (mint ezt a későbbi csaták megmutatták). Számoljunk: ha minden brit katona harcol (kb. 1400-an voltak) és minden lövésük egy zulu harcost megöl, akkor kb. 1,5 perc alatt szétszórják az afrikaiakat. A valóságban persze nem mindegyik brit katona harcolt és nem mindegyik lövésük talált, azonban így is néhány perc alatt meg kellett volna futamítaniuk a zulu sereget. A brit hadvezetés tudta, hogy még addig kell szétszórni a támadókat, amíg azok elérik a brit arcvonalat, mert közelharc esetén a zuluk egyértelmű fölénybe kerülnek. A zuluk célja így az volt, hogy a lehető legkisebb veszteséggel megtegyék a brit puskák lőtávolsága és az arcvonal közötti néhány száz métert és közelharcra kényszerítsék a katonákat. Mi történt hát?
Lord Chelmsford (legtöbb tisztjével és katonájával együtt) nem tartotta komoly ellenfélnek a zulukat, az egész hadjáratot szinte egy „pikniknek” fogták fel – és ennek megfelelően is viselkedtek. Miután január 21-én letáboroztak az Isandlwana-hegy tövében, az altábornagy nem is erősíttette meg táborukat. A csata reggelén az altábornagy nyugodtan megreggelizett (ezüst étkészletéből), majd helyettesére, Henry Pulleine alezredesre bízta hadosztályát és kíséretével felderítésre indult (a zulu erők elhelyezkedésével ellentétes irányba). Indulása után nem sokkal hatalmas zulu erők jelenlétéről számoltak be a korábban kiküldött felderítők. Henry Pulleine alezredes csatasorba állíttatta a katonákat, akik zúgolódtak, mert nem fejezhették be a reggelijüket. Senki sem volt ideges, nyugodtan várták a fejleményeket: bíztak a puskáikban.
A brit katasztrófát régebben (a túlélők elmondásai alapján) a lőszeres ládák nehézkes kezelhetőségével magyarázták: ezt azonban semmi sem támasztotta alá. A valóság a következő lehetett: a brit katonák viszonylag távol állva egymástól folyamatosan tüzeltek a zulukra. Egy idő után fegyvereik füstje függönyként takarta be őket, amitől nem láthatták jól a zulu harcosokat. Sok fegyver csöve az első tucat lövés után erősen felmelegedett és a lerakódott lőportól a töltények beszorultak a csőbe. Az ily módon keletkezett „réseken” keresztül már nem volt nehéz a zulu harcosoknak több helyen áttörni az arcvonalat és közelharcban szinte teljesen lemészárolni a brit csapatot. A zuluk nem ejtettek hadifoglyokat: a túlélők főleg tisztek voltak, akik lovaik segítségével tudtak elmenekülni.

### Zulu részről
A zulu győzelemben nagy részük volt az afrikaiak kissé lenézett varázslódoktorainak, akik a csata előtt különféle szertartásokkal felkészítették a zulu katonákat a harcra. Ezen szertartások célja, hogy növeljék a harcosok pszichikai állóképességét és fájdalomtűrő képességét. A szertartások fontos mozzanata volt, hogy a zulu harcosok különféle növényi kivonatokat is fogyasztottak, amelyekről azóta kimutatták, hogy erős serkentőszerek. A varázslódoktorok jobban el tudták látni a sebesülteket is különféle gyógynövények hatékony használatával. A zuluk dárdái és bunkói félelmetes fegyverek voltak a közelharcban: „megfelelő” használat esetén átütötték ill. szilánkosra törték a koponyacsontot is.